# Lakis Filaktu
Charalambos „Lakis” Filaktu, gr. Λάκης Φυλακτού (ur. 28 stycznia 1964)  – cypryjski pływak, olimpijczyk.
Wziął udział w Letnich Igrzyskach Olimpijskich 1980 mając zaledwie 16 lat. Wystartował na 100 m stylem dowolnym i na 100 m kraulem (odpadł w eliminacjach).